# صالح ذياب المطيري
صالح ذياب وصل الله منير المطيري (27 مايو 1971 - )؛ طبيب كويتي، ونائب سابق في مجلس الأمة الكويتي.

## حياته السياسية
شارك في انتخابات مجلس الأمة الكويتي 2020 وحصل على المركز السابع في الدائرة الخامسة ب 5113 صوت وفاز بالانتخابات.

## حياته العلمية
حاصل على درجة البكالوريوس في الطب والجراحة من جامعة نيوكاسل البريطانية، والبورد والزمالة الكندية الأمريكية الطبية تخصص الباطنية والصدرية، عمل كطبيب في مستشفى نيوكاسل ببريطانيا، كما عمل كطبيب في مستشفى الملكة إليزابيث في كندا، وهو رئيس وحدة الجهاز التنفسي بمستشفى العدان، ومحاضر منتدب بكلية الطب بجامعة الكويت، وطبيب منتدب في مستشفى نفط الكويت، له الكثير من الأبحاث العلمية المنشورة في المجلات العالمية الطبية.

## أبرز مواقفه في مجلس الأمة

### مجلس الأمة 2020
قدم صالح ذياب استجوابًا واحدًا في مجلس الأمة 2020 بالتعاون مع النائب شعيب المويزري إلى رئيس مجلس الوزراء صباح الخالد الصباح من خمسة محاور.
| استجواب الوزير حمد جابر العلي (يناير 2022)    | ضد الاستجواب |
| استجواب الوزير أحمد ناصر الصباح (فبراير 2022) | مع الاستجواب |
| استجواب الوزير علي حسين الموسى (مارس 2022)    | مع الاستجواب |